# Polyacme punctilinea
Polyacme punctilinea är en fjärilsart som beskrevs av James John Joicey och Talbot 1917. Polyacme punctilinea ingår i släktet Polyacme och familjen mätare. Inga underarter finns listade i Catalogue of Life.